# Liste der Naturdenkmale in Königseggwald
| Naturdenkmale | Anzahl |
| ------------- | ------ |
| FND           | 2      |
| END           | 1      |
| Gesamt        | 3      |

Die Liste der Naturdenkmale in Königseggwald nennt die verordneten Naturdenkmale (ND) der im baden-württembergischen Landkreis Ravensburg liegenden Gemeinde Königseggwald. In Königseggwald gibt es insgesamt drei als Naturdenkmal geschützte Objekte, davon zwei flächenhafte Naturdenkmale (FND) und ein Einzelgebilde-Naturdenkmal (END).
Stand: 1. November 2016.

## Flächenhafte Naturdenkmale (FND)
| Name                     | Bild | Kennung     | Einzelheiten  | Position | Fläche Hektar | Datum         |
| ------------------------ | ---- | ----------- | ------------- | -------- | ------------- | ------------- |
| Feldhecken mit Bäumen    | BW   | 84360536003 | Königseggwald | ⊙        | 0,0           | 25. Sep. 1940 |
| Steinbruch „Moritzhöhe“  | BW   | 84360536002 | Königseggwald | ⊙        | 0,0           | 13. Jan. 1939 |
| Legende für Naturdenkmal |      |             |               |          |               |               |

## Einzelgebilde (END)
| Name                         | Bild | Kennung     | Einzelheiten  | Position | Fläche Hektar | Datum         |
| ---------------------------- | ---- | ----------- | ------------- | -------- | ------------- | ------------- |
| Friedenslinde vor dem Schloß | BW   | 84360536001 | Königseggwald | ⊙        | 0,0           | 13. Jan. 1939 |
| Legende für Naturdenkmal     |      |             |               |          |               |               |